# Tom Kovac
Tom Kovac est un architecte australien d'origine slovène.

## Biographie
Tom Kovac vit à Melbourne, Australie.
En 1991, il fonde Kovac Architecture et obtient un master d’architecture en 2001 à l'Université RMIT où il enseigne actuellement. Il fait beaucoup de conférences aux États-Unis, au Japon et en Europe. Il a participé notamment à Archilab à Orléans (France) en 1999 et en 2001, ainsi qu’au concours pour le projet de reconstruction du World Trade Center à New-York.

## Une vision renouvelée de l’architecture et des espaces
Tom Kovac, comme un certain nombre d’architectes actuels, pratique ce qu’on appelle l’architecture numérique, l’ordinateur est un coéquipier. Les formes de bâtiments exploités sont donc très différentes des structures standards. Elles sont fluides (donnent même presque une impression de liquidité) et s’enroulent au point qu’il n’existe plus les notions de plafond ou autres caractéristiques d’un bâtiment traditionnel. Tom Kovac opte pour un style particulier qui vise surtout à utiliser les courbes dans les structures, pour plus de dynamisme et pour jouer avec son entourage, ainsi il n’y a plus d’angles droits, plus de lignes parallèles, les courbes dominent. L’architecte travaille donc un peu comme un sculpteur
Pour mettre toutes ces techniques en œuvre, l’architecte utilise des logiciels spécifiques lui permettant non seulement de créer mais aussi de visualiser son projet. Il rentre donc énormément de données nécessaires à  la construction tout en tenant compte des contraintes (circulation, luminosité...) Ensuite, l’ordinateur trouve d’infinies possibilités exploitables pour la proposition d’une forme mais aussi pour les emplacements des portes, sols, fenêtres, etc. Après cela, l’architecte n’a plus qu’à sélectionner la structure lui paraissant la plus intéressante ou celle qui correspond le mieux à son idée.

## Principaux projets récents

### Ikon Tower (1998)
Ikon Tower est composée de deux tours érigées sur à peine 130m² dans une zone très urbanisée de San Francisco. En créant sa structure, Tom Kovac, grâce aux formes fluides, veut créer une rupture avec les tours avoisinantes. Les tours abritent au rez-de-chaussée les zones publiques, c'est-à-dire des galeries, des ateliers, et des cafés, en haut se trouvent des appartements privés. Grâce à la structure en verre du bâtiment, la transparence peut varier suivant l’environnement extérieur mais aussi intérieur. En effet, tout changement de l’environnement est perçu par le bâtiment pour ensuite créer des modulations lumineuses grâce à un réseau de fibres optiques. Mais il réagit aussi  aux conditions intérieures. On peut donc parler de véritable « peau de verre » qui réagit instantanément aux moindres variations.

### Digital Design Gallery (2001)
Cette galerie souterraine qui relie les anciens quartiers du centre de Melbourne au plus récent au nord est consacrée au design et à l’architecture sous forme numérique. Voie souterraine en un seul bloc c’est un nouvel axe de circulation urbain. Où l’on ne distingue plus la différence entre le sol et le plafond. En effet les projections colorées et lumineuses permettent aux visiteurs de s’intégrer dans la structure. 

### World Trade Center (2002)
Pour ce projet de reconstruction du World Trade Center, Tom Kovac propose une tour en forme de spirale rappelant le terrible évènement tout en tenant compte du programme imposé. Elle se démarque des tours géométriques traditionnelles grâce à sa forme élancée, comme un ruban un peu tortueux qui rappelle l’effondrement des tours. Sa double peau rappelle les deux tours. Encore une fois il propose ici un projet tout de courbes et de mouvements et prouve par là qu’il refuse la standardisation et les réponses orthonormées qui vont avec.

### Di Stasio (2006)
Pavillon à la seconde biennale d'architecture à Pékin